# Buchheim-Museum

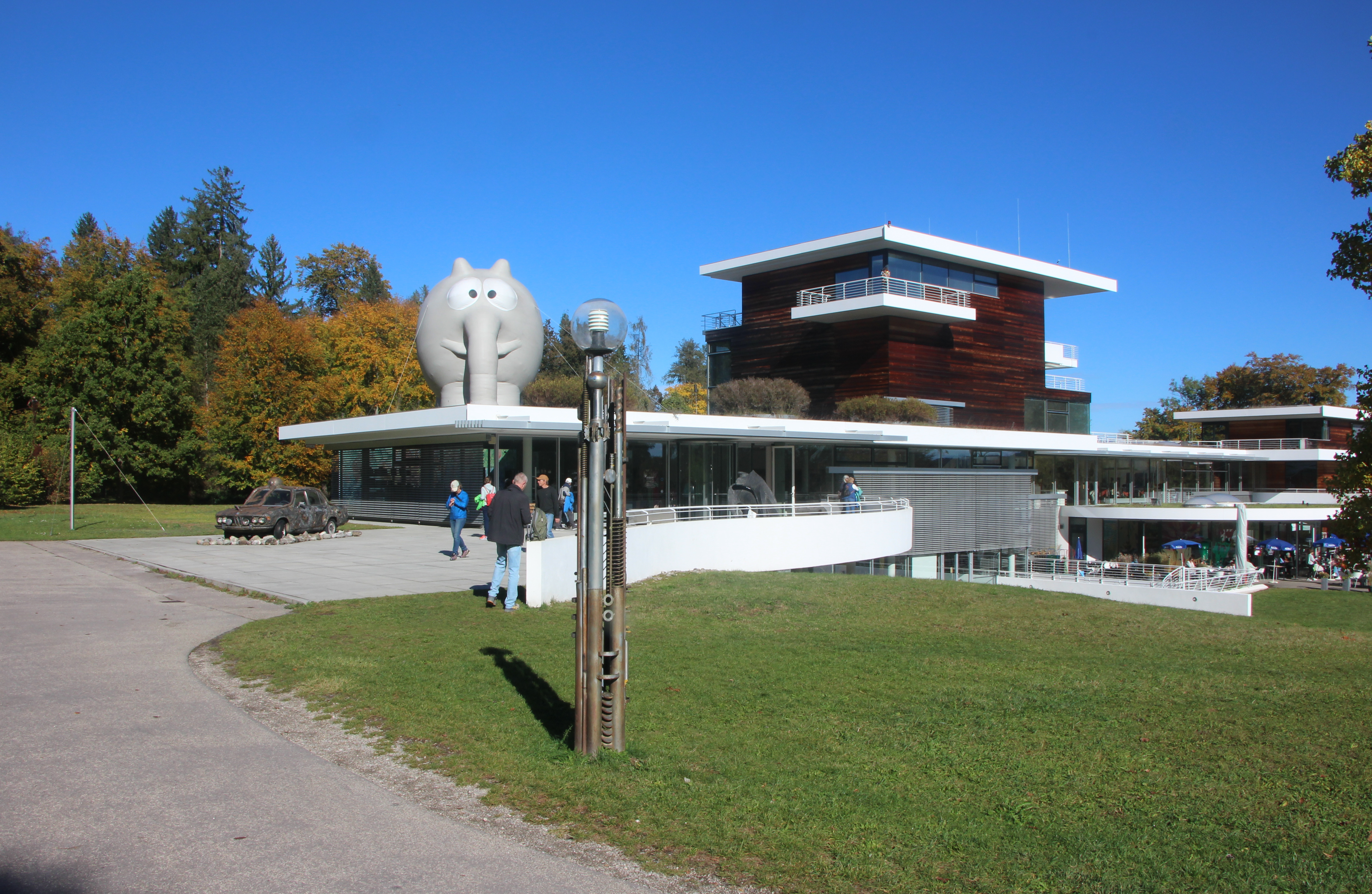
Eingangsbereich des Museums mit einem Ottifant auf dem Dach als Hinweis auf Otto Waalkes-Ausstellung 2023

Das Buchheim-Museum, auch Museum der Phantasie, ist ein Museum in Bernried am Starnberger See. Es wurde am 23. Mai 2001 eröffnet. Gründer war Lothar-Günther Buchheim.

## Geschichte und Architektur
Der Bau, entworfen vom Architekturbüro Behnisch, Behnisch & Partner, wurde im Oktober 1999 fertiggestellt und am 23. Mai 2001 von Ministerpräsident von Bayern Edmund Stoiber eröffnet. Finanziert wurde der knapp 38 Millionen DM teure Bau größtenteils vom Freistaat Bayern. Er umfasst rund 4.000 Quadratmeter und ist in seinen architektonischen Merkmalen einem Schiff nachempfunden. Besonderheit ist ein langer Steg, der bis über die Wasseroberfläche des Starnberger Sees hinausführt. Im umliegenden Park sind verschiedene Skulpturen ausgestellt.

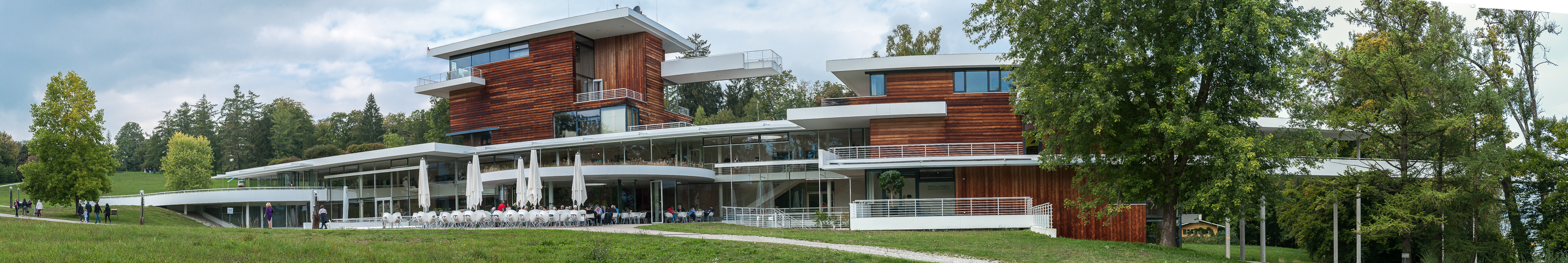
Süd-Ansicht des Museumsbaus

Um den Standort des Museums hatte es längere Zeit Meinungsverschiedenheiten gegeben. Buchheims Wunschstandort Feldafing auf dem Gelände der Villa Maffei wurde in einem Bürgerentscheid abgelehnt. Der bereits abgeschlossene Entwurf für das Museum wurde daraufhin vom Architekturbüro für das Gelände in Bernried angepasst.

## Kunstsammlung
Die Sammlung mit einem außergewöhnlich breiten und qualitativ herausragendem Spektrum expressionistischer Kunst umfasst Werke von Erich Heckel, Emil Nolde, Ernst Ludwig Kirchner, Max Pechstein, Karl Schmidt-Rottluff, Max Beckmann und Christian Rohlfs, Otto Dix sowie Alexej von Jawlensky, u. a. Das Museum ist darüber hinaus auch Volks- und Völkerkundemuseum und stellt Gegenstände aus, die Buchheim auf seinen Reisen gesammelt hat. Weiterhin sind eigene Arbeiten von Lothar-Günther Buchheim zu sehen.
Im November 2021 übereignete der Kunstsammler Joseph Hierling aus dem nahegelegenen Tutzing 1280 Bilder und einige Skulpturen aus seiner Sammlung mit Bildern des Expressiven Realismus dem Museum.
Das Buchheim-Museum gehört der MuSeenLandschaft Expressionismus an, zusammen mit dem Franz Marc Museum in Kochel am See, dem Museum Penzberg, dem Schloßmuseum Murnau sowie der Städtischen Galerie im Lenbachhaus.

## Museumsdirektoren
| von                | bis         | Direktor                        |
| ------------------ | ----------- | ------------------------------- |
| 2001               | 2007        | Lothar-Günther Buchheim         |
|                    | 2012/2013   | Clelia Segieth                  |
| August 2013        | August 2023 | Daniel J. Schreiber             |
| August 2023        |             | Erich Schneider (interimsweise) |
| 25. September 2024 | heute       | Daniel J. Schreiber             |

## Filme
- Buchheim Museum am Starnberger See (= Museums-Check. Folge 28). Reportage, 30 Min., Moderation: Markus Brock, Produktion: 3sat. Erstausstrahlung: 21. September 2014.[9]